# Buggy (Fahrzeug)
Der Buggy ist ein kleines, offenes Fahrzeug (mit Straßenzulassung), nicht zu verwechseln mit dem VW-Buggy der 1960er Jahre. Er wird oft auch als Kart, GoKart oder Straßenkart bezeichnet.
Nach einer Richtlinie der Europäischen Union (2002/24/EG: Typgenehmigung für zweirädrige oder dreirädrige und leichte vierrädrige Kraftfahrzeuge) dürfen seit 2002 Buggys mit CoC am öffentlichen Straßenverkehr teilnehmen.
Die EG-Fahrzeugklasse kann unterschiedlich sein, ist aber in der Klasse L angesiedelt. In früheren Jahren wurde die L7e-B2 als Zulassungsform gewählt, was als Nachteil die Begrenzung auf 15KW hatte. In jüngeren Jahren wurde die LOF gewählt, da es keine Leistungsbegrenzung gibt. Fahren lassen sich die Buggys mit der Führerscheinklasse B.

## Aufbau

### Chassis
Das Chassis ist meistens aus Stahlrundrohr gefertigt. Im hinteren Teil des Buggys ist der Motor im Rahmen eingebaut. Die Vorderräder sind einzeln aufgehängt und mit Dämpfern ausgestattet.
Jeder Buggy ist mit Überrollbügeln oder sogar Überrollkäfigen versehen.
Die Sitzposition ist bei Einsitzern mittig, bei Zweisitzern nebeneinander. Außerdem ist an jedem Sitz ein Sicherheitsgurt verbaut, so dass keine Helmpflicht besteht.

### Motor (Erste Generationen)
Als Antrieb werden Viertaktmotoren verwendet, die sich je nach Hersteller in ihren Kennzahlen unterscheiden. In den Anfangsjahren gab es noch Vergasermotoren mit 50 cm³ Hubraum bei den sogenannten Kinderbuggys und bis zu 600 cm³ für die großen Buggys. Gängig waren 125 cm³ für den Adly125-Buggy sowie 150 cm³ und 250 cm³ für die meisten anderen Buggys.
Die kleineren Fahrzeuge sind öl- oder luftgekühlt, die größeren verfügen zusätzlich über eine Wasserkühlung.

### Motor (Zweite Generationen und ff.)
Die Hersteller folgten den Wünschen der Kunden, nach mehr Leistung und Fahrspaß. Es gibt mittlerweile Buggys mit über 650 cm³ Hubraum; Borossi brachte sogar einen Buggy mit einem 2000-cm³-Turbomotor auf den Markt.

### Kraftübertragung
Kleinere Buggys haben oft ein stufenloses Getriebe mit Keilriemen, die großen Fahrzeuge stattdessen auch handgeschaltete Stirnradgetriebe.

## Aktuelle Hersteller

### Quadix / Fight Wolf
- Renli 500 4×4: 1-Zylinder-0,5-l-8V-Triebwerk, 38 PS, 46 Nm / Getriebe Vario[3]
- Renli 1100 4×4: 4-Zylinder-1,1-l-8V-Triebwerk, 68 PS, 90 Nm / Getriebe 5+1 MT[4]
- Renli 1500 4×4: 4-Zylinder-1,5-l-16V-Triebwerk, 109 PS, 140 Nm / Getriebe 5+1 MT
- Renli 1500 4×4 S4: entspricht dem 1500, ist aber ein Viersitzer.

### NeSS (NEwStreetStyle)

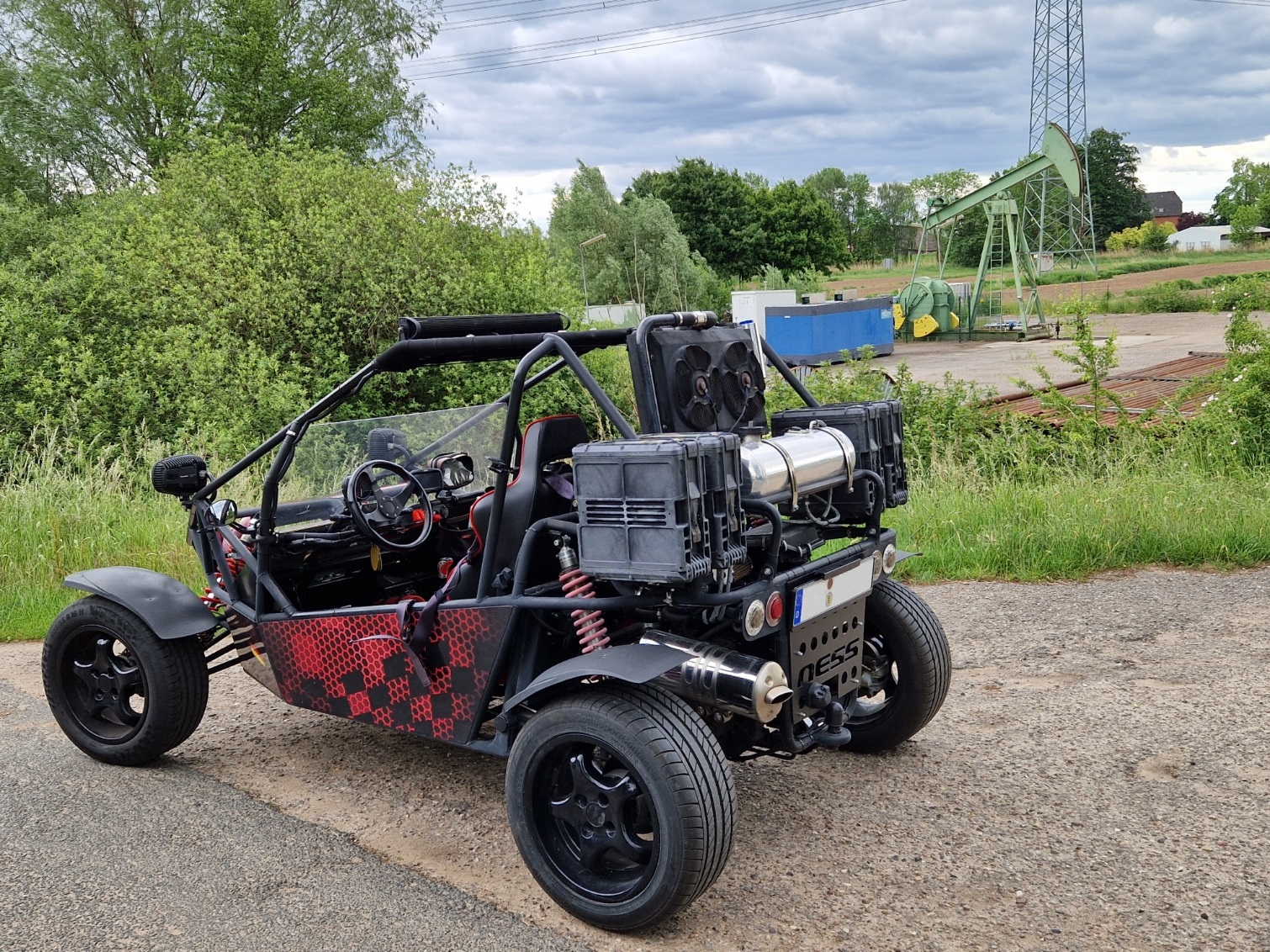
NeSS 1300, deutsches Modell, Seitenansicht

2006 Importeur der Buggy von Shanghai GoKa Sports Motor Co., Ltd
2009 Umbau der China GoKa 650 Rahmen mit Nissan Micra Motoren
2013 Fertigung der Rahmen durch NeSS in Deutschland
- Goka 650: 2-Zylinder-0,7-l-8V-Triebwerk, 18 PS / Getriebe 4+1 MT (2009 Vertrieb eingestellt)
- Goka 1100: 4-Zylinder-1,1-l-8V-Triebwerk, 56 PS / Getriebe 4+1 MT (2009 Vertrieb eingestellt)
- Ness Buggy 1.0 4-Zylinder-1,0-l-16V-Triebwerk, 55 PS, 79 Nm / Getriebe 5+1 MT aus dem Nissan Micra K11 (ab 2009)
- Ness Buggy 1.3 4-Zylinder-1,3-l-16V-Triebwerk, 75 PS, 106 Nm / Getriebe 5+1 MT aus dem Nissan Micra K11 (ab 2009)
- Ness Buggy Turbo 1.8T: 4-Zylinder-1,8-l-16V Turbo-Triebwerk, 150 PS, 210 Nm / Getriebe 5+1 MT aus dem Audi A3 8L (ab 2017)
- Ness Buggy 4S, entspricht dem Turbo, ist aber ein Viersitzer.
- Ness Xtreme, diverse Motoren möglich, angefangen vom Audi S3 1.8T bis zum Porsche Cayman 3,4 l (bis 2023)

## Ehemalige Hersteller

### Adly

125-cm³-Buggy von Adly

- Adly125: 1 Zylinder, 0,125-l-2V-Triebwerk, 10 PS xNM / Getriebe Vario

### PGO
Ab 2005 wurden von dem Unternehmen Buggys hergestellt; die Motoren im 250er und 500er Buggys stammten von Kymco. Es handelte sich um Rollermotoren, an welche ein zusätzliches Rückwärtsganggetriebe angeflanscht wurde.

### Predator
Der US-amerikanische Hersteller Predator Motor Corp. aus Temecula, Kalifornien, bot folgendes Fahrzeug an:
- X-18: 4-Zylinder-2,2-Liter-Saugmotor (GM Ecotec), 170 PS (127 kW), 210 Nm, CVT-Getriebe, 885 kg[5]

### Borossi / Borossi Joyner

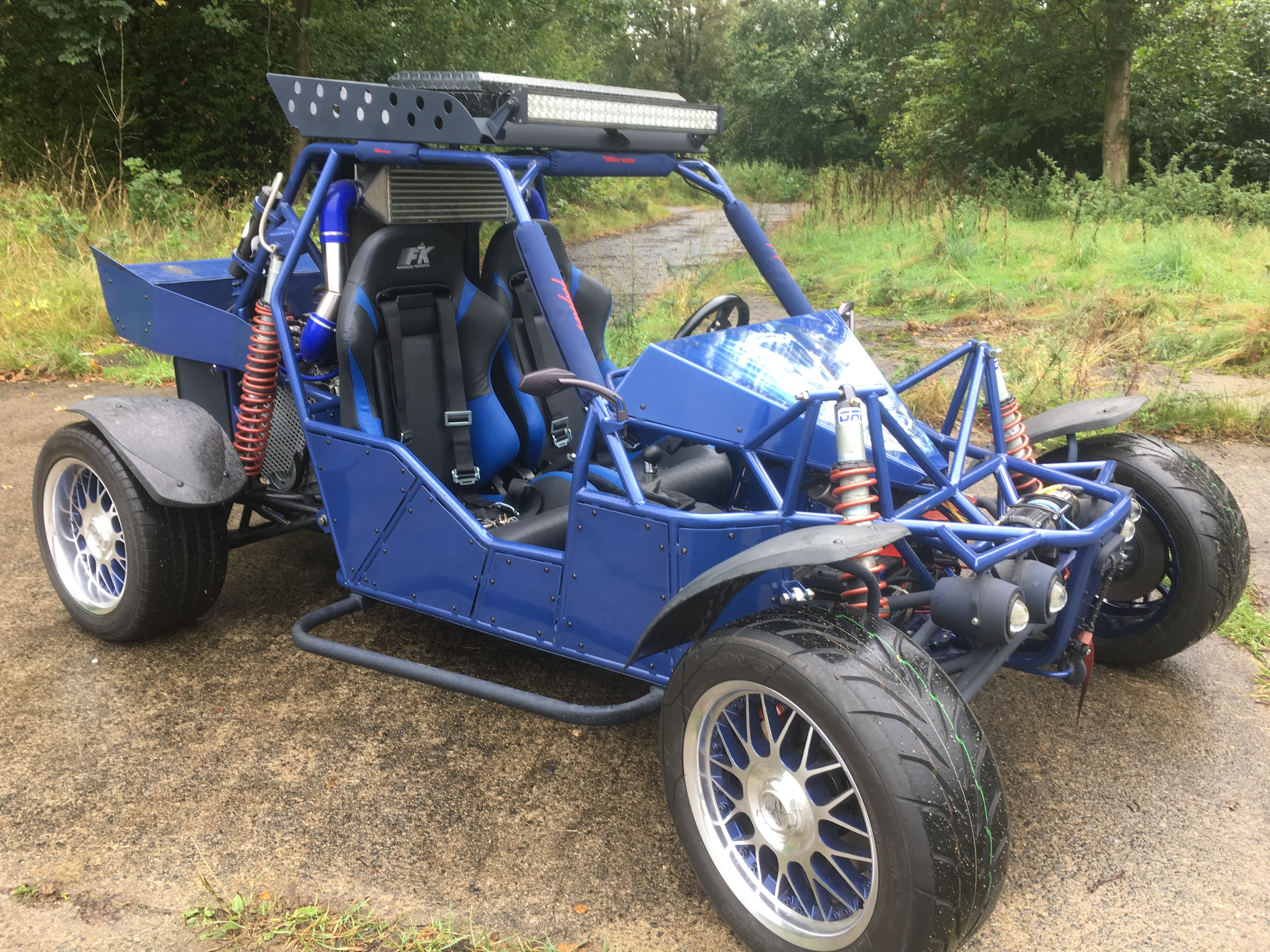
Borossi Joyner BB 800 Umbau auf 1,8Turbo VW Technik

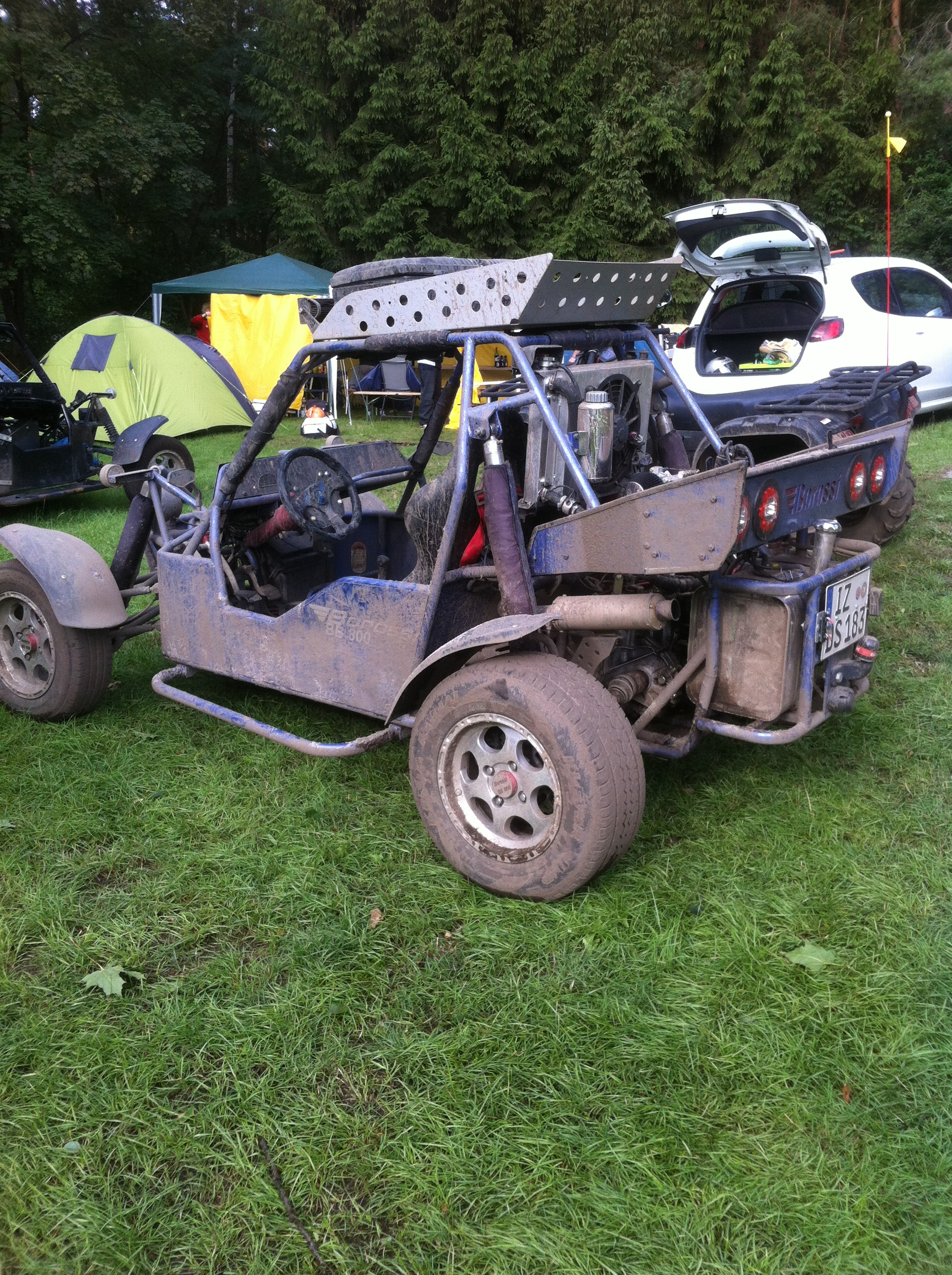
Borossi BB 800

2006 Gründung der Gesellschaft Borossi Motors Ltd Buchholz i.d.N
2021 Löschung der Gesellschaft
- BB 650: 2-Zylinder-0,65-l-8V-Triebwerk, 27 PS, 44 Nm / Getriebe 4+1 MT
- BB 800: 3-Zylinder-0,8-l-12V-Triebwerk, 53 PS, 70 Nm / Getriebe 4+1 MT / 5+1 MT[6]
- BB 1100: 4-Zylinder-1,1-l-16V-Triebwerk, 72 PS, 90 Nm / Getriebe 5+1 MT[7]
- BB 1600: 4-Zylinder-1,6-l-8V-Triebwerk, 97 PS, 135 Nm / Getriebe 4+1 MT[8]
- BB 2000XRT Baja Racer mit 4 Zylinder-2,0-l-16V-Turbo-Triebwerk, 170 PS 235 Nm / Getriebe 4+1 MT

### Kinroad
- GK 650: 2-Zylinder-0,7-l-8V-Triebwerk, 25 PS
- GK 800: 3-Zylinder-0,8-l-6V-Triebwerk, 40 PS / Getriebe 4+1 MT
- GK 1100: 4-Zylinder-1,1-l-8V-Triebwerk, 45 PS 59 Nm / Getriebe 4+1 MT

### Shanghai Goka Sports Motor Co., Ltd
2003 (ca.) wurden die ersten Rahmen direkt in Deutschland vertrieben
2006 Vertrieb durch die Firma NeSS in Deutschland, Umbau auf 1.0 und 1.3 Nissan Micra Motoren
2013 Einstellung der Produktion seitens Goka
In Frankreich ist er unter EXPLORER 650/800/1100/1100GR vertrieben
- Goka 650: 2-Zylinder-0,7-l-8V-Triebwerk, 18 PS / Getriebe 4+1 MT
- Goka 800: keine Infos
- Goka 1100: 4-Zylinder-1,1-l-8V-Triebwerk, 56 PS / Getriebe 4+1 MT
- Goka 1.0 (NeSS Umbau ab 2009) 4-Zylinder-1,0-l-16V-Triebwerk, 55 PS, 79 Nm / Getriebe 5+1 MT aus dem Nissan Micra K11
- Goka 1.3 (NeSS Umbau ab 2009) 4-Zylinder-1,3-l-16V-Triebwerk, 75 PS, 106 Nm / Getriebe 5+1 MT aus dem Nissan Micra K11